# Пизанский собор

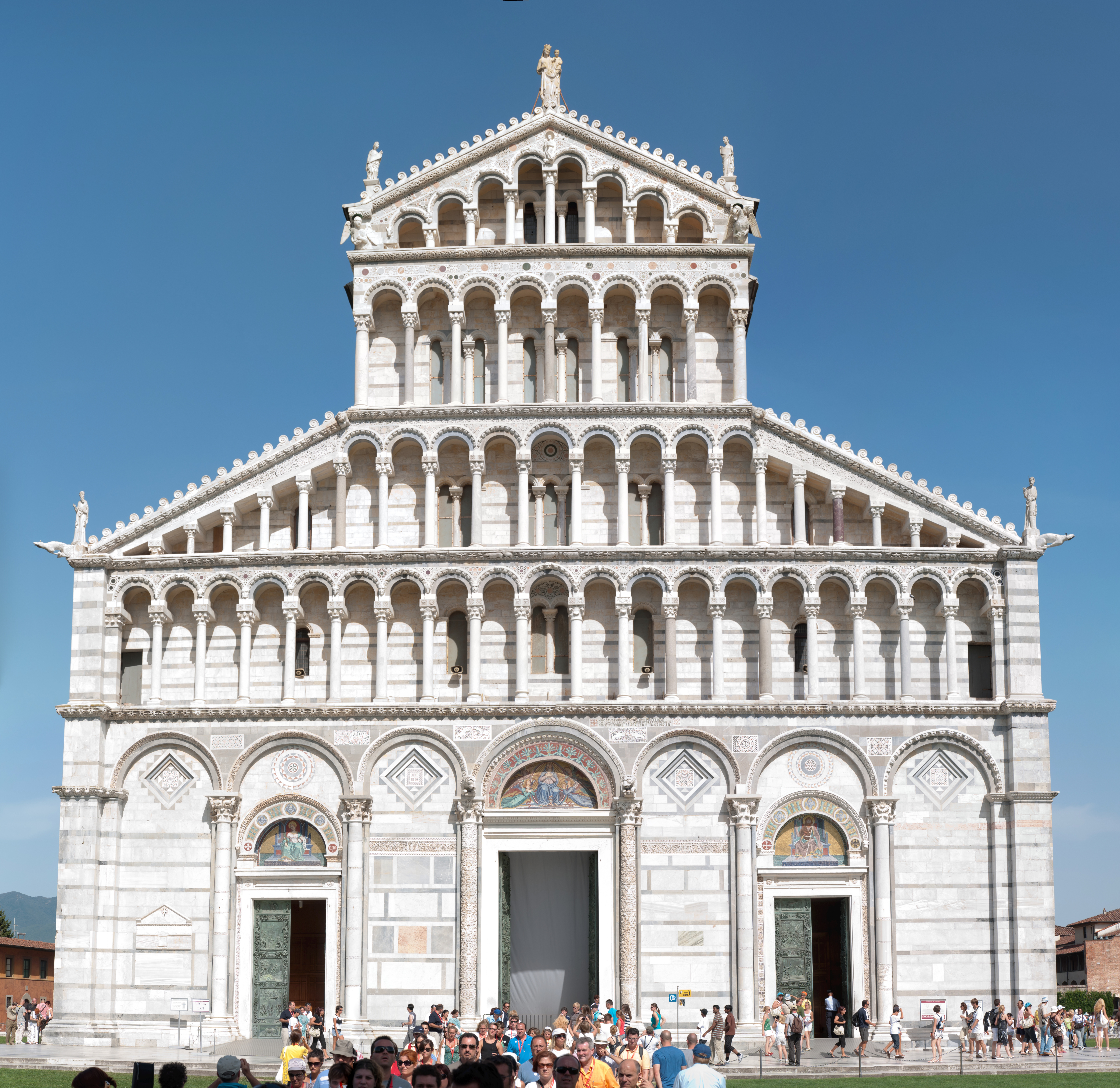
Вид с запада. Главный фасад

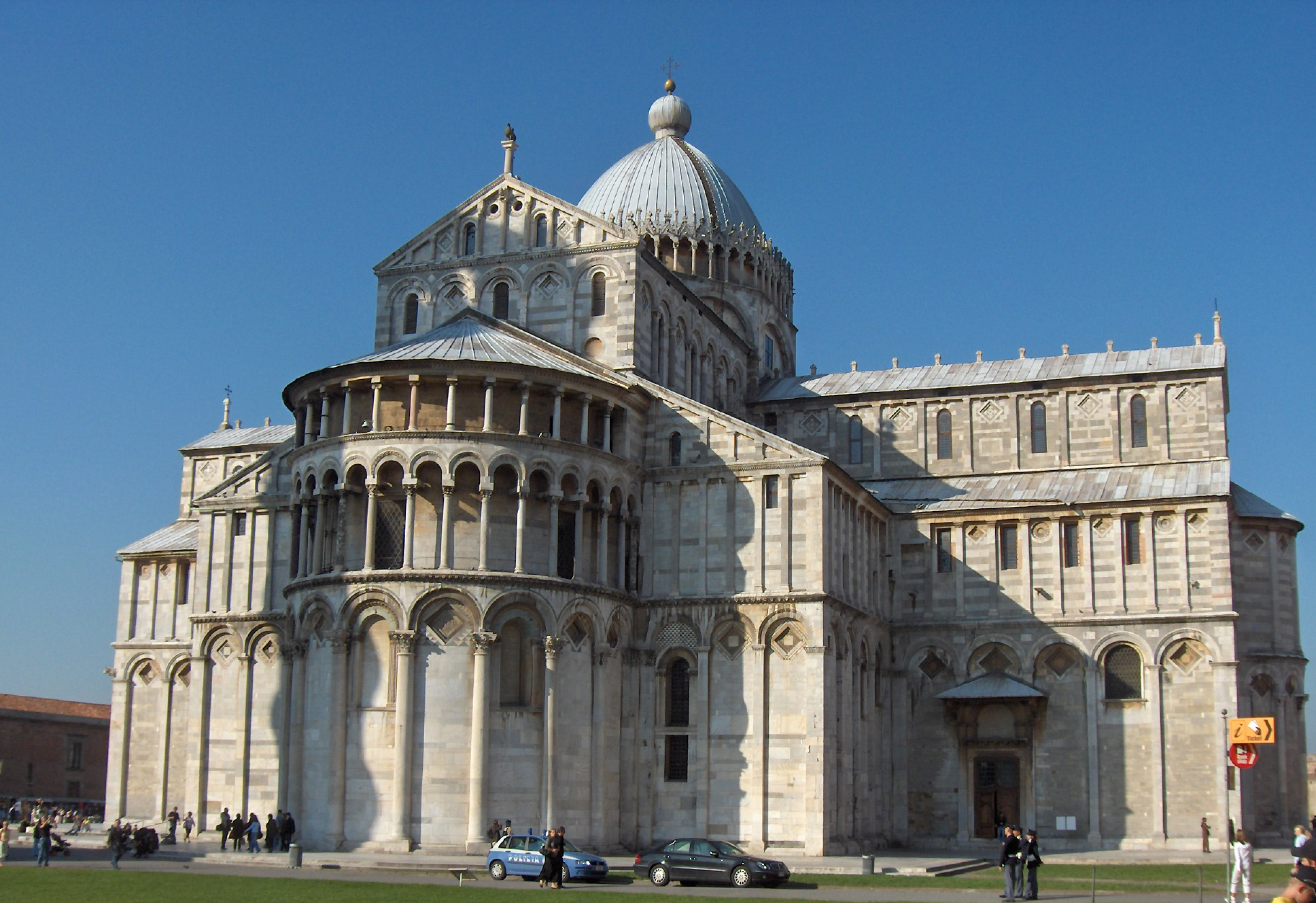
Вид с востока. Главная апсида

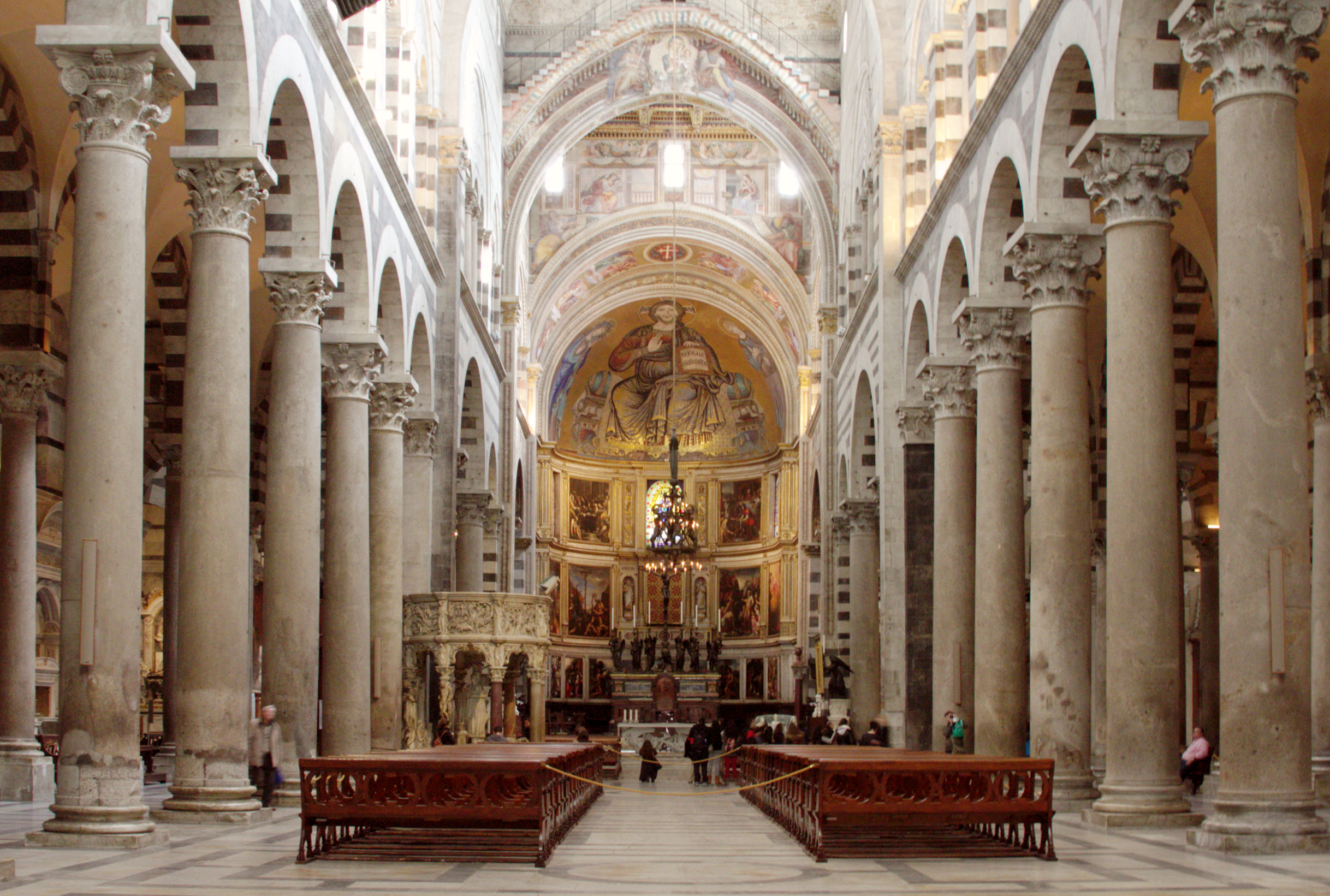
Главный неф

Пизанский собор в честь Вознесения Пресвятой Девы Марии: «Санта-Мария-Ассунта» (итал. Duomo di Santa Maria Assunta) — кафедральный собор Пизы, часть ансамбля площади Пьяцца деи Мираколи. Представляет собой один из наиболее значительных памятников романской архитектуры Италии.

## История строительства
Строительство было начато в 1063 году архитектором Бускето. Оно было начато на средства, добытые Пизанской республикой при захвате Палермо в 1063 году, а позднее — на средства, полученные в результате других предприятий, в частности, похода на Балеарские острова в 1113—1115 годах. Архитектура собора включала элементы различных стилей: византийские, ломбардские и даже исламские, что, возможно, символизировало размах пизанской торговой и военной деятельности. Сформировавшийся в процессе строительства стиль известен в литературе как пизанский романский стиль. Примерно в то же время строился собор Святого Марка в Венеции, и одной из задач Бускето было построить собор не хуже, чем у венецианских конкурентов.
Собор был освящён в 1118 году папой римским Геласием II, который сам происходил из пизанского семейства Каэтано. В первой половине XII века архитектору Райнальдо было поручено спроектировать фасад собора. Работы по созданию фасада выполнила бригада скульпторов под руководством Гульельмо и Бидуино.
Облик собора неоднократно подвергался реконструкции в различные эпохи. Впервые собор реконструировался после опустошительного пожара 1595 года. Одним из авторов реконструкции был Гаспаро Мола. В XVII и XVIII веках существенные изменения претерпел интерьер собора.

## Архитектура

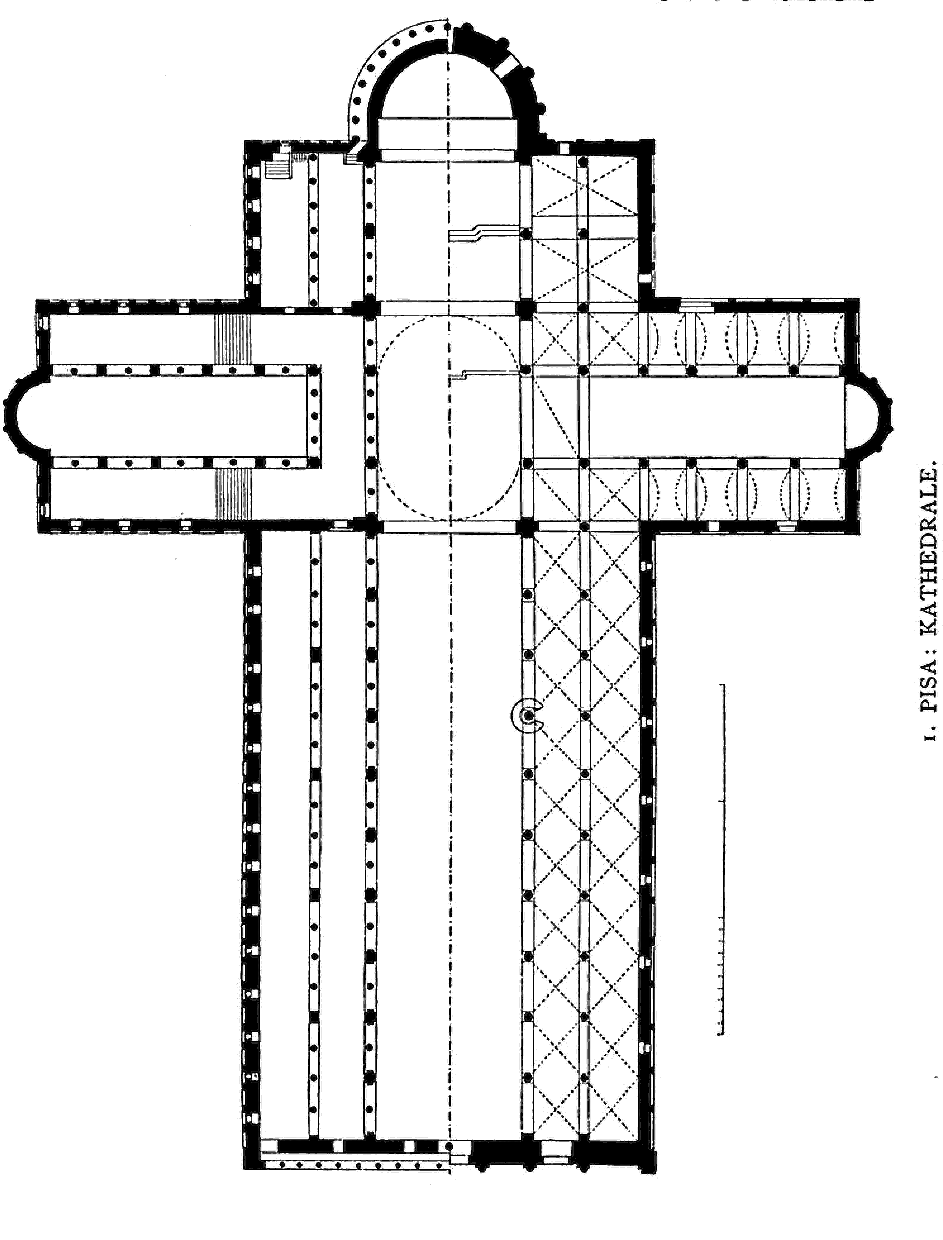
План Пизанского собора

Здание изначально было построено в виде греческого креста (с равными перекладинами) в плане, в пересечении перекладин которого сооружён купол. В настоящее время пятинефный собор с трёхнефным трансептом в плане имеет вид латинского креста. Такой своеобразный план здания имеет сходство с планом древнехристианской базилики Калат-Симан, расположенной в Сирии. Внутри возникает эффект огромного пространства, аналогичный большим мечетям и достигаемый за счёт арок и чередования белого и чёрного мрамора. Две колоннады из чёрного гранита в нефах являются явным свидетельством византийского влияния. Сами колонны происходят из мечети Палермо, завоёванной пизанцами в 1063 году.

### Внешний вид

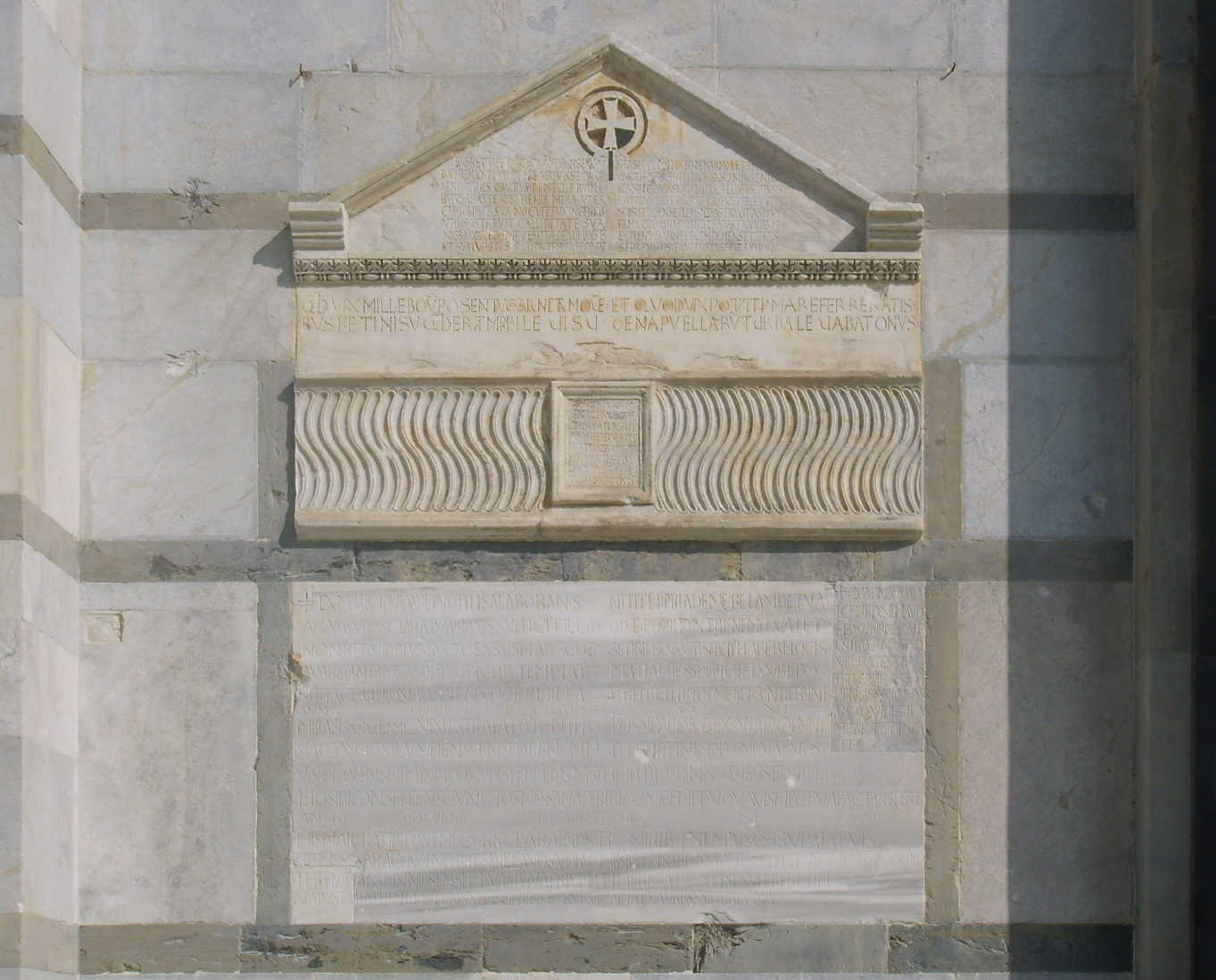
Гробница Бускето

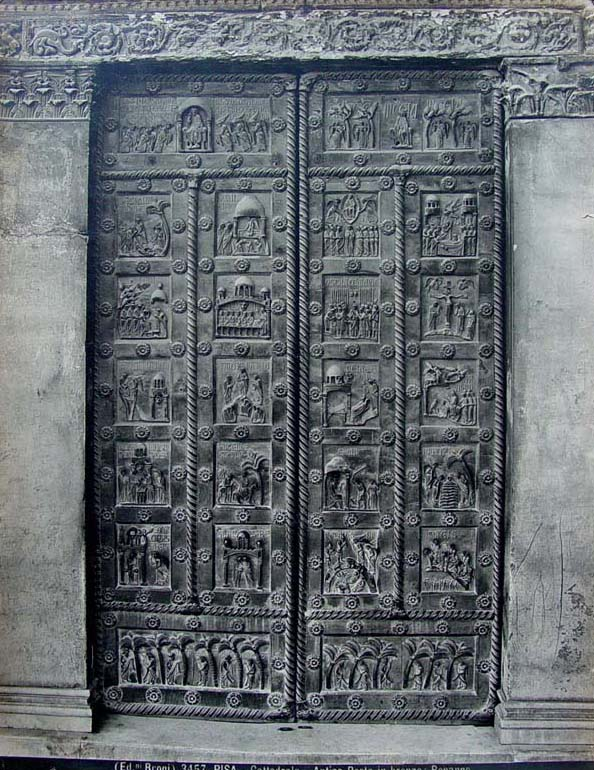
Портал Сан-Раньери (1180)

Главный фасад собора (см. фото) был создан в XII—XIII веках по проекту мастера Райнальдо (см. выше). Об этом сообщает надпись справа над центральным порталом. Фасад содержит четыре яруса внешних галерей-аркад, поддерживаемых колоннами. Он выполнен из серого мрамора и обильно украшен инкрустацией из зелёного, голубого, розового и другого цветного мрамора, резьбой по камню и статуями.
Наверху фронтона фасада находится статуя Мадонны с благословляющим младенцем Иисусом, по сторонам от неё статуи евангелистов — Матфея и Иоанна (под ними их символы — ангел и орел). Ниже, над углами нижней галереи — евангелисты Лука и Марк.
Три первоначальные двери главного фасада погибли в пожаре 1595 года. Существующие двери были выполнены в 1602 в мастерской Джамболоньи. Слева от северной двери в стене главного фасада находится гробница первого архитектора собора Бускето ди Джованни Джудиче (ок. 1110; см. выше) с большой латинской эпитафией, сравнивающей его с Дедалом (см. фото).
Единственная уцелевшая после пожара 1595 года средневековая бронзовая дверь собора, изготовленная около 1180 года Бонанно Пизано, располагалась позднее в портале Сан-Раньери, в южном крыле трансепта (см. фото). Сейчас в портале находится её копия, а оригинал — в музее собора. Рельефы на этой двери представляют сцены из жизни Христа. Это одна из первых больших бронзовых рельефных храмовых дверей собственно итальянского производства, до того подобные двери импортировались в Италию из Византии.
На восточной стороне собора (см. фото) наверху фронтона над апсидой на колонне стоит бронзовый гиппогриф (фантастическое существо с птичьими крыльями и клювом, лошадиными ногами и львиными лапами). Сейчас здесь установлена копия, а оригинал (см. Пизанский гиппогриф) перенесен в музей собора. Это статуя арабского производства X—XI века. Она является самой большой металлической статуей, произведенной в мусульманском мире в Средние века и сохранившейся до настоящего времени. Первоначальное её назначение неизвестно. В Пизу она попала, по-видимому, как военная добыча или дань. Её размещение на соборе, очевидно, должно было служить прославлению успехов Пизанской республики в морских походах против арабов.

### Внутреннее убранство

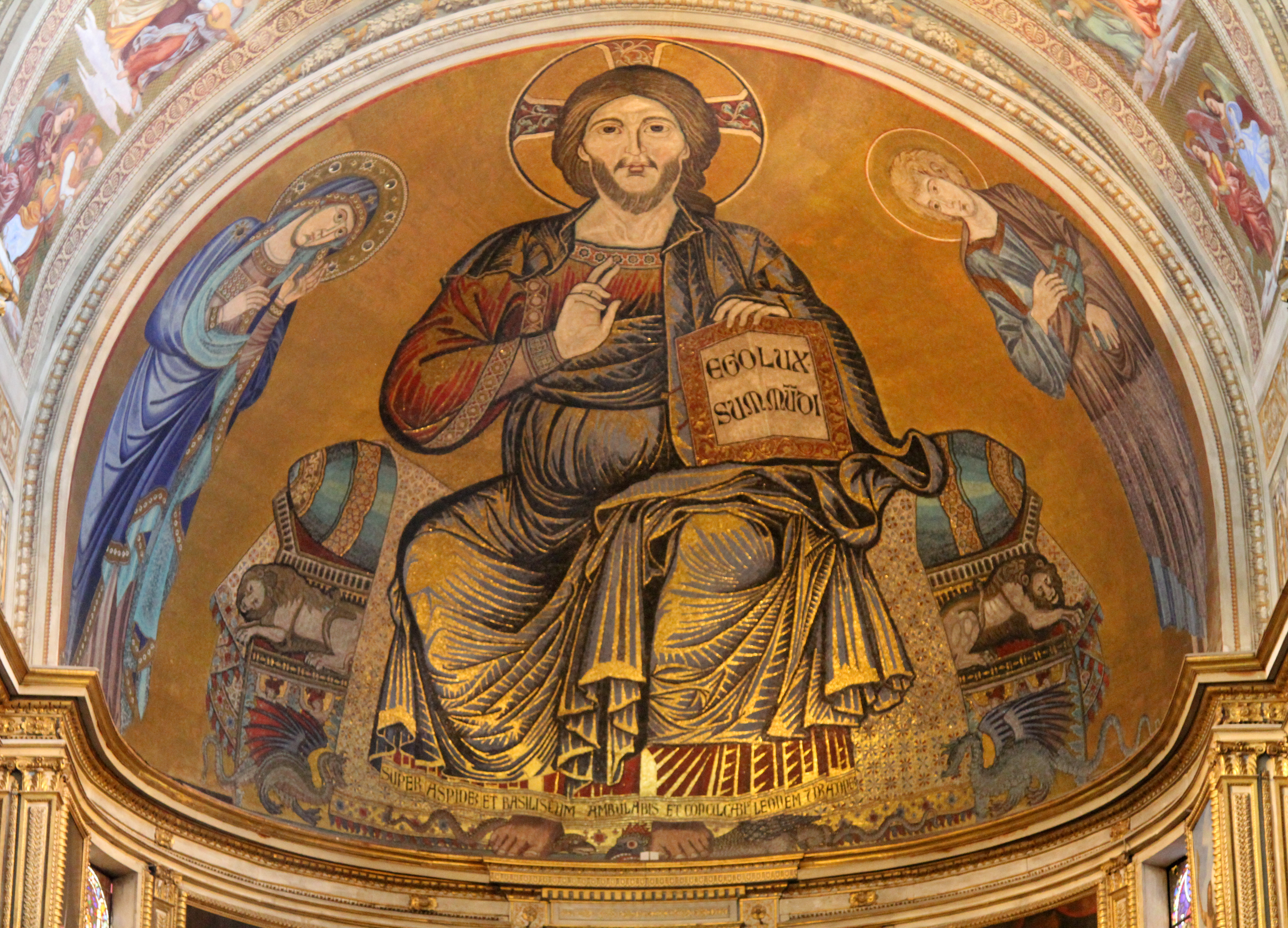
Мозаика в апсиде

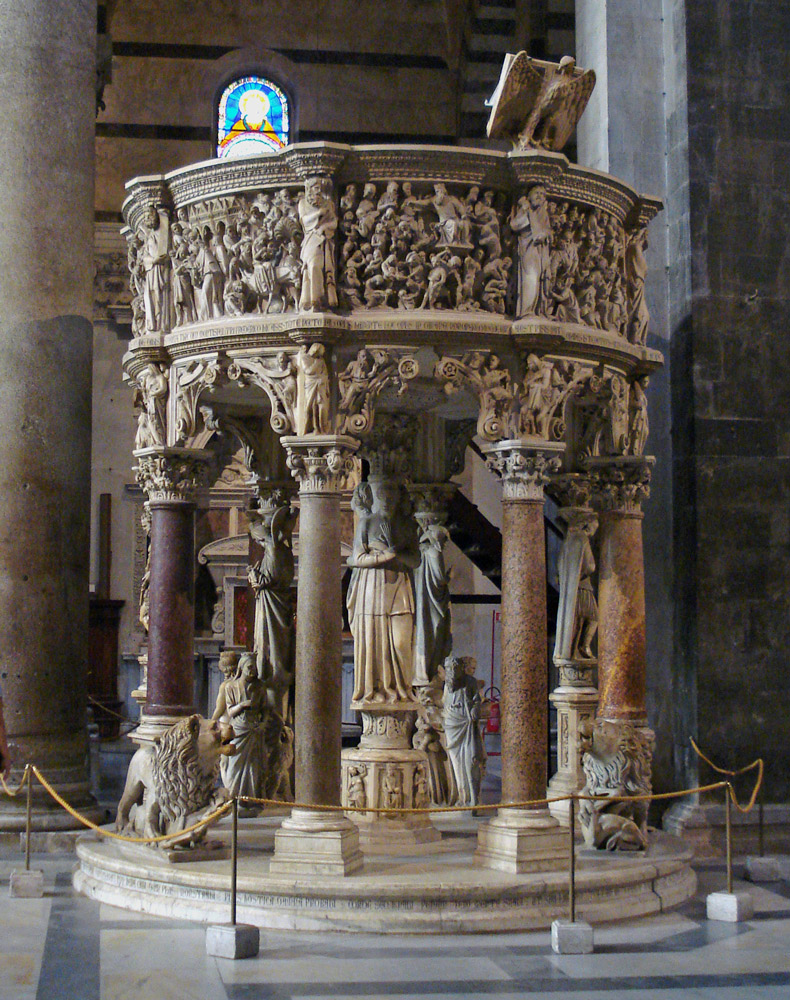
Кафедра

Интерьер собора подвергся существенным изменениям после пожара 1595 года. В настоящее время стены собора отделаны белым и чёрным мрамором. Потолок позолочен (на нём изображён герб Медичи), а купол покрыт фресками. Мозаика в апсиде (см. фото), изображающая Христа с предстоящими Богородицей и Иоанном Богословом, уцелела во время пожара. По разным источникам, либо голова Христа, либо фигура Иоанна Богослова на этой мозаике были выполнены в 1302 году Чимабуэ, что стало последней работой умершего в том же году художника. Фреска купола, представляющая вознесение Богородицы, была выполнена Риминальди.
Пожар также пережила кафедра (см. фото), выполненная Джованни Пизано в 1302—1310 годах. Она представляет собой один из лучших дошедших до нас образцов итальянской скульптуры проторенессанса и ранней готики. Во время одной из перестроек собора (предположительно, после пожара 1595 года) кафедра была разобрана, и заново её обнаружили и собрали лишь в 1926 году. Поскольку какая-либо документация о первоначальной конструкции кафедры отсутствовала, некоторые фрагменты при этой сборке оказались «лишними», они хранятся теперь в нескольких музеях мира. Вместе с тем, были добавлены четыре новые колонны, подаренные Муссолини. Верхняя часть кафедры состоит из девяти новозаветных сцен (Благовещение, Избиение младенцев, Рождество, Поклонение волхвов, Бегство в Египет, Распятие, две панели Страшного суда), вырезанных из белого мрамора и разделённых фигурами пророков. Внизу находятся статуи кардинальных добродетелей, в виде четырёх женских фигур; статуя Геркулеса и др.

## Интересные факты
Люстру, висящую рядом с куполом собора, называют «лампой Галилея» (Lampada di Galileo). По свидетельству Вивиани, первого биографа Галилео Галилея (достоверность данного свидетельства в настоящее время подвергается сомнениям), в 1583 г. 19-летний юноша Галилей, находясь в Пизанском соборе, обратил внимание на раскачивание люстры. Он заметил, отсчитывая удары пульса, что период колебаний люстры остается постоянным, несмотря на то, что их амплитуда постепенно уменьшается. Таким образом была обнаружена изохронность малых колебаний маятника. Сейчас в куполе собора располагается другая люстра, а светильник, который мог видеть Галилей, перенесен в капеллу Аулла в Кампо-Санто.